# Bajki rosyjskie
Bajki rosyjskie – kompilacja filmów animowanych wyprodukowanych przez wytwórnię Sojuzmultfilm. 
W Polsce filmy te zostały wydane na kasetach VHS przez TVP i były emitowane na jej kanałach. Filmy z serii Bajki rosyjskie zawierają listę najpiękniejszych bajek z czasów radzieckiego kina.

## Wydania na VHS
- Bajki rosyjskie 1[1] – wersja wydana na VHS (premiera: 1 stycznia 2002, dystrybucja: TVP S.A.[2]) zawiera następujące bajki: W leśnej gęstwinie, Jeleń i wilk, Kukułka i szpak, Lew i zając i Obcy głos[3].
- Bajki rosyjskie 2[4] – wersja wydana na VHS (premiera: 1 stycznia 2002, dystrybucja: TVP S.A.[5]) zawiera następujące bajki: Na wysokiej górze, Opowieść z tajgi, Opowieść o polnych kurkach i Słomiany byczek[6].

- Bajki rosyjskie 3[7] – wersja wydana na VHS (premiera: 1 stycznia 2002, dystrybucja: TVP S.A.[8]) zawiera następujące bajki: Bajka o rybaku i rybce i Gdy na choinkach zapalają się ognie[9].

- Bajki rosyjskie 4[10] – wersja wydana na VHS (premiera: 1 stycznia 2002, dystrybucja: TVP S.A.[11]) zawiera następujące bajki: Szkarłatny kwiat i Cudowny młyn[12].

- Bajki rosyjskie 5[13] – wersja wydana na VHS (premiera: 1 stycznia 2002, dystrybucja: TVP S.A.[14]) zawiera następujące bajki: Wszystkie drogi prowadzą do bajki i Czarodziejski dzwoneczek[15].

## Emisja w TV

### Lista filmów w kompilacji
| Numer odcinka | Tytuł polski                        | Tytuł rosyjski                       | Rok produkcji |
| ------------- | ----------------------------------- | ------------------------------------ | ------------- |
| 01.           | Koncert Zosi                        | Машенькин концерт                    | 1949          |
| 02.           | Obcy głos                           | Чужой голос                          | 1949          |
| 03.           | Weseli łowcy                        | Карандаш и Клякса — весёлые охотники | 1954          |
| 04.           | Lew i zając                         | Лев и заяц                           | 1949          |
| 05.           | Jak lisica budowała kurnik          | Лиса строитель                       | 1950          |
| 06.           | Jeleń i wilk                        | Олень и Волк                         | 1950          |
| 07.           | Farbowany lis                       | Крашеный лис                         | 1953          |
| 08.           | Żółty bocian                        | Жёлтый аист                          | 1950          |
| 09.           | Opowieść starego dębu               | Сказка старого дуба                  | 1949          |
| 10.           | O dzielnej Oleńce i jej braciszku   | Сестрица Алёнушка и братец Иванушка  | 1953          |
| 11.           | Słomiany byczek                     | Соломенный бычок                     | 1954          |
| 12.           | Skarb jeżyka                        | Три мешка хитростей                  | 1954          |
| 13.           | Opowieść z tajgi                    | Таёжная сказка                       | 1951          |
| 14.           | Wesoły ogródek                      | Веселый огород                       | 1947          |
| 15.           | Kukułka i szpak                     | Кукушка и скворец                    | 1949          |
| 16.           | Brudasy, strzeżcie się!             | Мойдодыр                             | 1954          |
| 17.           | Niedźwiedź Dreptak i jego wnuczek   | Дедушка и внучек                     | 1950          |
| 18.           | Serce śmiałka                       | Сердце храбреца                      | 1951          |
| 19.           | Czarodziejski skarb                 | Волшебный клад                       | 1950          |
| 20.           | Gęsi Baby-Jagi                      | Гуси-лебеди                          | 1949          |
| 21.           | Cudowny młyn                        | Чудо мельница                        | 1950          |
| 22.           | W leśnej gęstwinie                  | В лесной чаще                        | 1954          |
| 23.           | Szara szyjka                        | Серая шейка                          | 1948          |
| 24.           | Na wysokiej górze                   | Высокая горка                        | 1951          |
| 25.           | Sarmiko                             | Сармико                              | 1952          |
| 26.           | Czarodziejski dzwoneczek            | Чудесный колокольчик                 | 1949          |
| 27.           | Wyrwidąb                            | Валидуб                              | 1952          |
| 28.           | Opowieść o polnych kurkach          | Оранжевое горлышко                   | 1954          |
| 29.           | Gdy na choinkach zapalają się ognie | Когда зажигаются ёлки                | 1950          |
| 30.           | Bracia Lu                           | Братья Лю                            | 1953          |
| 31.           | Wszystkie drogi prowadzą do bajki   | Стрела улетает в сказку              | 1954          |
| 32.           | Złota antylopa                      | Золотая антилопа                     | 1954          |
| 33.           | Królewna żabka                      | Царевна-Лягушка                      | 1954          |
| 34.           | Szkarłatny kwiat                    | Аленький цветочек                    | 1952          |